# TNA Knockout Tag Team championship

## Thông tin về bộ đai TNA Knockout Tag Team Championship
TNA Women's Knockout Tag Team Championship là bộ đai dành cho các đô vật nữ của tập đoàn đấu vật chuyên nghiệp Total Nonstop Action Wrestling.

## Vòng đấu loại tìm ra đội giữ đai đầu tiên
-Tứ kết (diễn ra tại chương trình TNA Impact!):
1. Awesome Kong & Raisha Saeed thắng Traci Brooks & Sharmell
2. Taylor Wilde & Sarita thắng Daffney và Alissa Flash
3. The Beautiful People (Angelina Love & Velet Sky) thắng Roxxi & Madison Rayne
4. Christy Hemme & Tara thắng Sojo Bolt & Hamada

-Bán kết (diễn ra tại chương trình TNA Impact!):
1. Taylor Wilde & Sarita thắng Awesome Kong & Raisha Saeed
2. The Beautiful People (Angelina Love & Velet Sky) thắng Christy Hemme & Tara

-Chung kết (diễn ra tại chương trình No Surrender 2009):
Taylor Wilde & Sarita thắng The Beutiful People (Madison Rayne & Velet Sky)